# Années 410
Les années 410 couvrent la période de 410 à 419.

## Événements

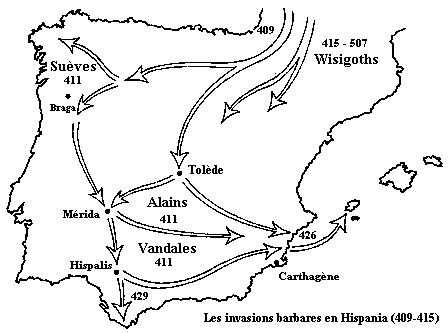
Trajet des migrations de peuples en Espagne de 409 à 415.

- 409 et 411 : famine en Italie, Gaule et Espagne[1].
- 410 : sac de Rome par les Wisigoths[2].
- 411 : les envahisseurs Vandales, Alains et Suèves se partagent l'Espagne en tirant au sort. Les Vandales obtiennent l'Andalousie, les Suèves la Galice (Royaume suève) et les Alains la Lusitanie et Carthagène[3].
- 411-436 : royaume burgonde de Worms[4].
- 412 : Athaulf conduit les Wisigoths en Gaule (100 000 personnes) où il s’empare de la Provence et de l’Aquitaine. Orange, Narbonne, Toulouse et Bordeaux sont ravagées[5]. Constance III lui impose un blocus maritime et terrestre. Athaulf doit passer en Espagne ; il est assassiné en 415 à Barcelone[6].
- 415-420 : guerre des Huns contre la Perse sassanide[7].
- Vers 415 : Jean Cassien, moine à Bethléem puis en Égypte et à Constantinople arrive à Marseille où il fonde l’abbaye Saint-Victor[8].
- 418 : royaume wisigoth en Aquitaine et en Espagne[2].

- Le roi Gupta Kumarâgupta Ier (415-455) aurait fondé l’université de Nâlandâ, qui deviendra le centre spirituel du Grand véhicule bouddhique[9].

## Personnages significatifs

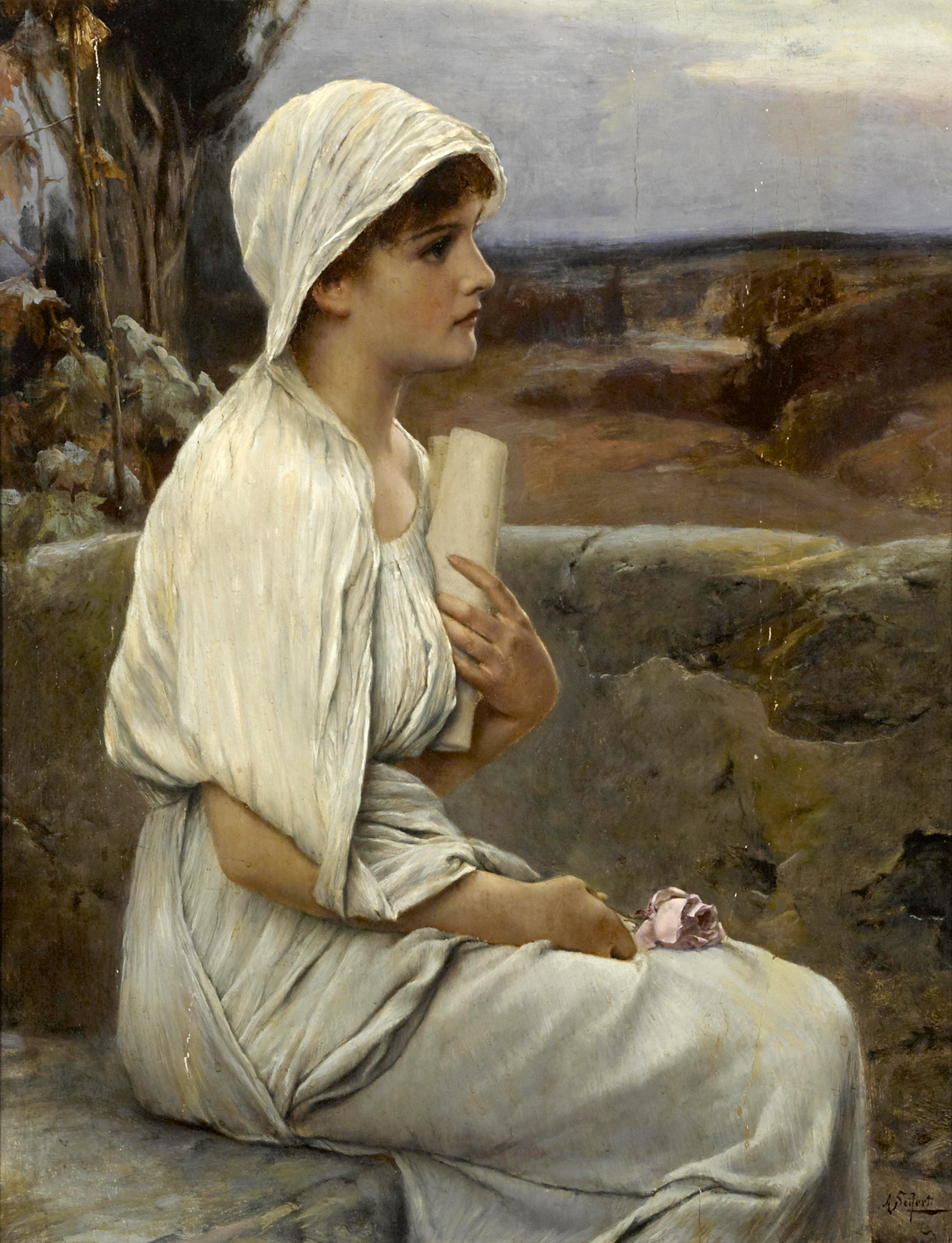
Hypatie, vue par Alfred Seifert, 1901.

- Athaulf
- Boniface Ier
- Changsu Wang
- Cyrille d'Alexandrie
- Constance III
- Constant (fils de Constantin III)
- Flavius Honorius
- Galla Placidia
- Gerontius
- Hypatie
- Jean Cassien
- Jérôme de Stridon
- Jovin
- Patrocle d'Arles
- Pélage (hérésiarque)
- Pulchérie
- Rutilius Namatianus
- Sarus
- Wallia
- Zosime (pape)